# 尾島陽児
尾島 陽児（おじま ようじ、1977年 -）は、日本のプログラマである。

## 経歴
1977年、神奈川県生まれ。

2005年、囲碁ソフトに興味を持ち研究を開始。

2009年、囲碁エンジン「Zen」を搭載した市販ソフト「天頂の囲碁」を開発。

## 携わったソフトウェア
- RPGツクールDante98 II
- RPGツクール2000[2]
- RPGツクール2003[3]
- RPGツクールXP[3]
- 天頂の囲碁[4]
- 天頂の囲碁2
- 天頂の囲碁3
- DeepZenGo[5]
- RPGツクールVX[3]
- RPGツクールVXAce[3]
- RPGツクールMV[6][7]
- RPGツクールMZ[8]

## 主な著書
- 『RPGツクールDante98Ⅱ：手軽な操作で自分だけの本格的なRPGを作れる』アスキー ISBN 4-7561-1244-7